# Rudolf von Eschwege (Politiker, 1821)
Rudolf von Eschwege (* 21. Januar 1821 in Wolfsanger; † 24. November 1875 in Kassel) war ein deutscher Offizier und Mitglied der Ersten Kammer der kurhessischen Ständeversammlung.

## Leben

### Herkunft und Familie
Rudolf von Eschwege entstammte dem hessischen Uradelsgeschlecht Eschwege, aus dem zahlreiche namhafte Persönlichkeiten hervorgegangen sind. Er war ein Sohn des Oberforstmeisters Carl Friedrich von Eschwege (1782–1855) und dessen Ehefrau Johanna Elisabeth Wild (1782–1858). Sein Onkel Wilhelm Ludwig von Eschwege (1777–1855) war Geologe und Geograph.
Sein Bruder Friedrich Ernst war ebenfalls Abgeordneter.
1855 schloss Rudolf mit Friederike Grimm (* 1833, Tochter des Ludwig Emil Grimm und der Elisabeth Böttner) die Ehe, aus der Ehe die Söhne Ludwig Jacob Wilhelm (* 1856, Lieutenant) und Ernst Friedrich (* 1858, Lieutenant) sowie die Töchter Friederike Dorothea (* 1862, ∞ Viktor Kühne) und Marie Ernestine (* 1822, ∞ Georg Philipp Stracke) hervorgegangen sind.

## Wirken
Er war k. k. Hauptmann a. D.
und hatte von 1856 bis 1858 ein Mandat für den kurhessischen Landtag und vertrat in der Ersten Kammer den Grafen zu Solms-Rödelheim.

## Auszeichnungen
- Orden der Eisernen Krone Ritterkreuz III. Klasse[3]